# Основания математики
Основа́ния матема́тики — система общих для всей математики понятий, концепций и методов, с помощью которых строятся различные её разделы.
С античности и приблизительно до конца XVII века источником, описывающим основные понятия и методы математики считался трактат Евклида «Начала» (ок. 300 г. до н. э.). В нём геометрия и теория чисел представлялись как единая аксиоматическая система (на уровне строгости того времени), в которой из исходных предположений (постулатов или аксиом) с помощью выделенного набора логических средств выводились следствия о свойствах первичных понятий (точка, прямая, число и т. д.) и конструируемых из них объектов (геометрические фигуры). Несмотря на отмечавшиеся ещё в античности пробелы в рассуждениях Евклида, его построения в целом считались приемлемыми для описания всего здания тогдашней математики, и до Нового времени последовательной критики не вызывали.
Положение стало меняться в конце XVII века с изобретением Исааком Ньютоном и Готфридом Вильгельмом Лейбницем дифференциального и интегрального исчислений, логическое обоснование которых долгое время оставалось непрояснённым. Оно было получено лишь в середине XIX века стараниями Огюстена Коши, Карла Вейерштрасса, Бернгарда Римана и других математиков на основе предложенного Коши понятия предела, причём проведённый в связи с этим анализ выявил необходимость более детальной, чем у Евклида, систематизации элементарных свойств чисел.
Одновременно с этим появились свидетельства в пользу необходимости пересмотра другой части евклидовых построений, а именно, конструкций, описывающих геометрические объекты. Открытия Николая Лобачевского и других показали, что, помимо евклидовой геометрии, опирающейся на, как казалось до этого, наиболее интуитивно очевидные аксиоматические предположения, возможны альтернативные геометрии, выводимые из других аксиом, но с такой же достоверностью способные описывать явления природы.
Возникшее у математиков в связи с этим понимание, что фундамент их науки следует перенести в более глубинные её области, оперирующие с объектами, более простыми, чем числа и геометрические фигуры (но такими, чтобы все остальные математические объекты можно было с их помощью построить), привело в последней четверти XIX века Георга Кантора к созданию теории множеств, быстро завоевавшей популярность в качестве нового языка математики. Однако обнаруженные в начале XX века противоречия в теории Кантора спровоцировали кризис в математике, выявив необходимость пересмотра её оснований.
Предпринятые вслед за этим исследования в этой области привели к уточнению (формализации) понятий «аксиоматическая система» и «доказательство», перестройке на этой основе математической логики, и к построению формальных аксиоматических теорий множеств, признаваемых ныне фундаментом всей математики.
Кроме того, в настоящее время развивается теория категорий, которая потенциально может заменить теорию множеств в качестве основания математики.

## Главные идеи и результаты
Никола Бурбаки определяет математику как «науку об отношениях между объектами, о которых ничего не известно, кроме описывающих их некоторых свойств, — именно тех, которые в качестве аксиом положены в основание той или иной математической теории».
Предельная идеализация объектов математики может казаться препятствием к их изучению, однако ещё в древности было замечено, что одним из следствий этой идеализации является, наоборот, возможность установления многочисленных связей между рассматриваемыми объектами вплоть до построения иерархии между ними с выделением элементарных объектов, из которых строятся все остальные. В античной математике такими элементарными объектами были (понимаемые в значительной мере интуитивно) числа и геометрические формы (точка, линия, поверхность и т. д.). В современной математике ими являются множества.
Этот факт можно считать результатом двух важных наблюдений, сделанных на самом начальном этапе развития теории множеств:
1. Декартово произведение {\displaystyle X\times Y} двух множеств {\displaystyle X} и {\displaystyle Y} можно определить как множество упорядоченных пар {\displaystyle (x,y)}, с {\displaystyle x\in X} и {\displaystyle y\in Y}, в котором сами упорядоченные пары {\displaystyle (x,y)} определяются как множества вида {\displaystyle \{x,\{x,y\}\}} (состоящие из двух элементов, {\displaystyle x} и {\displaystyle \{x,y\}}, причём второй элемент — это множество из двух элементов, {\displaystyle x} и {\displaystyle y}).[7][8][9][10][11]
2. Функцию или отображение {\displaystyle f:X\to Y} множества {\displaystyle X} в множество {\displaystyle Y} можно также определить как некое множество, а именно, как подмножество в декартовом произведении {\displaystyle f\subseteq X\times Y}, удовлетворяющее следующим двум условиям:[12][8][13][14]

| {\displaystyle \forall x\in X~\exists y\in Y:(x,y)\in f}             | {\displaystyle \quad } | («для любого {\displaystyle x\in X} существует {\displaystyle y\in Y}, такой что {\displaystyle (x,y)\in f}»), |
| {\displaystyle \left((x,y)\in f\wedge (x,z)\in f\right)\implies y=z} | {\displaystyle \quad } | («если {\displaystyle (x,y)\in f} и {\displaystyle (x,z)\in f}, то {\displaystyle y=z}»).                      |
Первое условие здесь означает, что каждому аргументу {\displaystyle x\in X} сопоставлено некоторое значение {\displaystyle y\in Y} функции {\displaystyle f}, а второе — что это значение единственно.
Из этих наблюдений следует вывод, серьёзно повлиявший на отношение современников к теории множеств Кантора: все математические объекты, за исключением тех, которые используются в описании самого понятия множества, можно определить как множества с подходящими свойствами.
♦ Как иллюстрация, теория чисел может быть представлена как часть теории множеств, её дефинициальное расширение, если заметить, что изучаемые ею объекты — числа — допускают описания как множества специального вида:
- Натуральные (неотрицательные целые) числа {\displaystyle \mathbb {N} } естественно определяются как конечные ординалы (с отношением порядка и операциями сложения и умножения для ординалов).
- Целые числа {\displaystyle \mathbb {Z} } затем определяются как элементы фактормножества декартова квадрата {\displaystyle {\mathbb {N} }\times {\mathbb {N} }} множества {\displaystyle \mathbb {N} } натуральных чисел, по отношению эквивалентности

{\displaystyle (n,m)\sim (n',m')~\iff ~n+m'=n'+m,}
с отношением порядка
{\displaystyle [(n,m)]\leq [(n',m')]~\iff ~n+m'\leq n'+m}
и алгебраическими операциями
{\displaystyle [(n,m)]+[(n',m')]=[(n+n',m+m')],}
{\displaystyle [(n,m)]\cdot [(n',m')]=[(n\cdot n'+m\cdot m',n\cdot m'+m\cdot n')],}
и при этом вложение {\displaystyle \mathbb {N} } в {\displaystyle \mathbb {Z} } описывается формулой
{\displaystyle k\in {\mathbb {N} }\mapsto [(k,0)]\in {\mathbb {Z} }}.
Класс эквивалентности {\displaystyle [(n,m)]} интерпретируется как целое число {\displaystyle n-m} в обычной записи (с {\displaystyle n,m\in {\mathbb {N} }}).
- Рациональные числа {\displaystyle \mathbb {Q} } определяются как элементы фактормножества декартова произведения {\displaystyle {\mathbb {Z} }\times {\big (}{\mathbb {N} }\setminus \{0\}{\big )}} множества {\displaystyle \mathbb {Z} } целых чисел и множества {\displaystyle {\mathbb {N} }\setminus \{0\}} натуральных чисел без нуля, по отношению эквивалентности

{\displaystyle (p,q)\sim (p',q')~\iff ~q'\cdot p=q\cdot p',}
с отношением порядка
{\displaystyle [(p,q)]\leq [(p',q')]~\iff ~q'\cdot p\leq q\cdot p'}
и алгебраическими операциями
{\displaystyle [(p,q)]+[(p',q')]=[(p\cdot q'+p'\cdot q,q\cdot q')],}
{\displaystyle [(p,q)]\cdot [(p',q')]=[(p\cdot p',q\cdot q')],}
и при этом вложение {\displaystyle \mathbb {Z} } в {\displaystyle \mathbb {Q} } описывается формулой
{\displaystyle k\in {\mathbb {Z} }\mapsto [(k,1)]\in {\mathbb {Q} }}.
Класс эквивалентности {\displaystyle [(p,q)]} интерпретируется как рациональное число {\displaystyle p/q} в обычной записи (с {\displaystyle p\in {\mathbb {Z} }}, {\displaystyle q\in {\mathbb {N} }\setminus \{0\}}).
- Вещественные числа {\displaystyle \mathbb {R} } определяются как дедекиндовы сечения множества {\displaystyle \mathbb {Q} } рациональных чисел (с индуцированными из {\displaystyle \mathbb {Q} } алгебраическими операциями и отношением порядка).
- Комплексные числа {\displaystyle \mathbb {C} } — как элементы декартова квадрата {\displaystyle {\mathbb {R} }\times {\mathbb {R} }} множества {\displaystyle \mathbb {R} } вещественных чисел с алгебраическими операциями

{\displaystyle (x,y)+(x',y')=(x+x',y+y')},
{\displaystyle (x,y)\cdot (x',y')=(x\cdot x'-y\cdot y',x\cdot y'+y\cdot x'),}
и при этом вложение {\displaystyle \mathbb {R} } в {\displaystyle \mathbb {C} } описывается формулой
{\displaystyle a\in {\mathbb {R} }\mapsto (a,0)\in {\mathbb {C} }}.
Мнимая единица определяется в этой конструкции как пара {\displaystyle i=(0,1)}, и вместе с предыдущими обозначениями это даёт тождество
{\displaystyle (x,y)=x+iy,\quad x,y\in {\mathbb {R} },}
интерпретируемое как обычная алгебраическая запись комплексного числа.
♦ Другая иллюстрация: математический анализ, как теория, описывающая свойства функций на вещественных числах, может считаться дефинициальным расширением теории множеств, потому что обе главные его конструкции — функция (отображение) и вещественное число — как уже было сказано выше, представляют собой множества.
♦ Следующая иллюстрация: в алгебре понятие группы описывается как множество {\displaystyle G} с заданной на нём операцией {\displaystyle m:(x,y)\mapsto m(x,y)=x\cdot y}, отображающей декартов квадрат {\displaystyle G\times G} в {\displaystyle G}, и обладающей нужными свойствами (ассоциативность, существование нейтрального элемента 1 и обратного элемента {\displaystyle x^{-1}\in G} для каждого {\displaystyle x\in G}). Поскольку, как уже объяснялось, отображения представляют собой частный случай множеств, всю конструкцию группы можно интерпретировать как множество {\displaystyle G} с дополнительной структурой в виде ещё одного множества {\displaystyle m} с определёнными свойствами.
♦ Основная конструкция топологии, понятие топологического пространства определяется как произвольное множество {\displaystyle X} с фиксированным множеством {\displaystyle {\mathcal {U}}} подмножеств в {\displaystyle X}, содержащим {\displaystyle X} и {\displaystyle \varnothing }, и замкнутым относительно объединений и конечных пересечений (такое множество {\displaystyle {\mathcal {U}}} подмножеств в {\displaystyle X} называется топологией на множестве {\displaystyle X}, а элементы {\displaystyle {\mathcal {U}}} — открытыми множествами в {\displaystyle X}).
♦ Похожим образом, во всей остальной математике (исключая лишь некоторые области математической логики, служащие фундаментом для построения самой теории множеств и/или изучающие формально более общие вопросы) используемые понятия определяются как множества (возможно, некоторого специального вида) с заданными на них дополнительными структурами (которые также определяются как множества нужного вида). Таковы, в частности,
- решётки, кольца, модули, поля, векторные пространства, более широко, все алгебраические системы в алгебре,
- многообразия со всевозможными дополнительными структурами типа метрики, связности, кривизны и т. п. в геометрии,
- меры с порождаемыми ими пространствами функций и операторов в анализе,
- вероятностные пространства и случайные величины в теории вероятностей,
- объекты с морфизмами в теории категорий, и т. д.

Фактически, все математические теории описываются ныне как дефинициальные расширения какой-нибудь теории множеств из разработанного для этих целей стандартного списка (причём в подавляющем большинстве случаев подходит любая теория из этого списка), и именно по этой причине теория множеств считается в наше время языком математики.
Развитие математики показало, что понятие множества само по себе требует аккуратного определения, чтобы недосказанности в понимании его свойств не приводили к противоречиям. Для решения этой проблемы правила построения теорий, подобных тем, где должны описываться свойства множеств, были строго формализованы, и в нынешних (аксиоматических) теориях, построенных по этим новым правилам, и называемых теориями первого порядка, элементы двусмысленности исключены, а выбираемые аксиомы проходят первичную проверку на предмет появления очевидных несуразностей.
Это позволило избавиться от всех появившихся в начале XX века противоречий в математике (правда, без гарантий, что новые противоречия не появятся в будущем). С другой стороны, довольно быстро обнаружилось, что предпочтения в выборе аксиом у математиков неодинаковы, и это привело к появлению многочисленных неэквивалентных аксиоматических теорий множеств. Наибольшей популярностью среди них пользуются ныне
- теория ZF Цермело — Френкеля[32][33] с различными своими модификациями, в частности, с присоединённой к ней аксиомой выбора (этот вариант ZF имеет обозначение ZFC), и/или универсумом Гротендика,
- теория NBG фон Неймана — Бернайса — Гёделя[34] и
- теория MK[англ.] Морса — Келли[35].

Считается, что у каждой из них есть свои достоинства и недостатки. Теория ZF исторически появилась первой, и для большинства математических задач её обычно бывает достаточно, поэтому по употребительности она сильно опережает остальные. Однако в современных абстрактных областях математики, в частности, там, где используются методы теории категорий, как, например, в алгебре или в функциональном анализе, бывает желательно рассматривать образования, более общие, чем множества, так называемые классы, которых в ZF нет, и для этих целей обычно выбираются NBG или MK. Преимуществом NBG в этом списке является её конечная аксиоматизируемость. Но по элегантности и спектру возможностей и ZF, и NBG уступают MK. Недостатком MK (как и NBG) тем не менее является то, что в этой теории нет возможности рассматривать образования, более широкие, чем классы, содержащие произвольные классы как элементы (что также бывает желательно в некоторых математических дисциплинах, как, например, в теории категорий). Эта проблема предела возможностей решается иногда добавлением к MK (и точно так же этот приём работает в ZF и NBG) аксиомы существования универсума Гротендика с последующим переименованием объектов.
Вместе современные аксиоматические теории множеств образуют некую систему с общими языком и методами (и различиями только в списках аксиом), целью которой является обеспечение математиков инструментами для построения всех остальных математических объектов, существующих, и тех, которые могут понадобиться в будущем, и эту систему теорий, вместе с той областью математики, внутри которой они строятся, математической логикой, принято называть основаниями математики. Как часть математической логики, сюда входят и альтернативные теории, где вместо множеств в качестве первичных понятий математики предлагаются другие формы, в частности, объекты абстрактных категорий, описываемых не по традиции (как конструкции в ZF, NBG или MK), а напрямую, как независимые теории первого порядка.

## История
Дошедшие до наших дней труды египетских и вавилонских математиков содержат только алгоритмы вычислений, разъясняемые на практических примерах. Никаких доказательств в них нет; неясно, каким образом открывались и обосновывались результаты, и обосновывались ли вообще. В трудах математиков Древнего Китая встречаются отдельные доказательства алгебраических и геометрических утверждений, однако единой системы логически связанных знаний они не образуют.

### Античный период
Идейные мотивы древнегреческой математики разработала пифагорейская школа, введшая логическое доказательство как необходимый компонент математической теории и разработавшая методологию доказательства, в том числе «доказательство от противного». Базовыми объектами пифагорейцев были натуральные числа (дроби у них считались не числами, а пропорциями). Философской основой пифагорейской математики было убеждение в том, что Вселенная была создана по математическому плану, «всё есть число», из чего следовало, что законы природы познаваемы, существует только одна математика, и она содержит систему абсолютных, вечных истин. Успехи применения математики в астрономии (особенно в предсказании затмений), в музыке, оптике и землемерии считались подтверждением этих взглядов. Платон пошёл дальше, объявив, что математические объекты реальны в неком идеальном «мире идей», тенью которого является мир, воспринимаемый нашими органами чувств.
Геометрические исследования пифагорейцев, основанные на идеализированных понятиях точек, линий и других фигур, вызвали ещё в V веке до н. э. критику со стороны Зенона Элейского, который своими апориями поставил вопрос: как реальный путь движения может состоять из непротяжённых точек? Эта проблема (дискретность или непрерывность пространства и времени) обсуждается в философии науки до сих пор.
В V веке до н. э. произошло событие, которое на современном языке можно оценивать как первый кризис оснований математики — пифагорейцы обнаружили, что диагональ квадрата несоизмерима с его стороной, то есть их отношение ({\displaystyle {\sqrt {2}}}) нельзя выразить ни натуральным числом, ни дробью. Найти выход сумел в IV веке до н. э. Евдокс Книдский, введший, наряду с числами, понятие геометрических величин (длин, площадей, объёмов). Для однородных величин были определены арифметические операции, аналогичные числовым.

Постулаты Евклида

Первой целостной системой оснований математики стали «Начала» Евклида (III век до н. э.), надолго ставшие образцом математической теории и фундаментом последующих достижений (о предшественниках Евклида, которые несомненно существовали, практически ничего не известно). Этот труд, следуя Евдоксу, положил в основу математики вместо арифметики геометрию. Правила логического вывода были ранее, в IV веке до н. э., подробно изложены Аристотелем. В первой книге «Начал» Евклид даёт 14 аксиом геометрии и арифметики (первые пять часто называют постулатами), затем из них логически выводятся многочисленные теоремы. Каждая теорема выводится либо из аксиом, либо из других теорем (истинность которых ранее уже была доказана), и согласно законам логики Аристотеля новая теорема также является истинной. Теория величин Евдокса (по существу, краткий вариант современной теории вещественных чисел) изложена Евклидом в пятой книге его «Начал» и использовалась в Европе до XVII века. Арифметика величин моделировалась Евклидом на основе действий с отрезками, прямоугольниками и параллелепипедами.
Уже в античные времена были критически отмечены недостатки евклидовского труда, в частности, Архимед указывал на необходимость добавления аксиомы, называемой ныне «аксиомой Архимеда» (сформулирована она была ещё Евдоксом). Со временем число замеченных недостатков постепенно увеличивалось. Количество аксиом у Евклида оказалось недостаточным, многие его рассуждения опираются на подразумеваемую или наглядную очевидность. Прежде всего это касается понятия движения, которое неявно используется во многих местах — например, при наложении треугольников для доказательства признаков их равенства. Уже Прокл отметил этот факт как существенный методический пробел. Аксиом движения Евклид не дал — возможно, чтобы не смешивать высокую геометрию с «низкой» механикой. Современные авторы аксиоматики предусматривают специальную группу «аксиом конгруэнтности». Аксиоматика Евклида не позволяет обосновать важные для доказательств факты — например, что не существует прямой, проходящей через все три стороны треугольника, или что две окружности радиуса R, чьи центры находятся на расстоянии R, пересекаются в двух точках.
Впоследствии математики отказались от идеи построения арифметики на основе геометрии, заменив её на противоположную: начиная с аналитической геометрии Декарта (XVII век) геометрические задачи решаются с помощью числовых уравнений.

### Европа в XVII—XVIII веках
Европейские учёные Средневековья и начала Нового времени разделяли античные идеи о том, что в основу установленных свыше законов природы были положены математические принципы. Это понималось так, что люди не создают математические теории, а открывают те, что изначально были встроены в мироздание. Рене Декарт в 1637 году писал: «Из всех, кто когда-либо занимался поиском истины в науках, только математикам удалось получить некие доказательства, то есть указать причины, очевидные и достоверные»; математику он называл «сущностью всех наук». Аналогичных взглядов придерживались Галилео Галилей, Блез Паскаль, Исаак Ньютон и другие основоположники физики. К этому моменту математика далеко переросла античную тематику — появились новые теории, новые виды чисел, другие математические объекты, обоснование которых вначале излагалось на интуитивном уровне или вовсе отсутствовало.
В конце XVII века произошло важное событие: Ньютон и Лейбниц создали математический анализ, называвшийся тогда «анализом (или исчислением) бесконечно малых». Сфера применения математики в самых разных науках многократно расширилась, а методы существенно углубились. Однако техника тогдашнего анализа опиралась на алгебраические операции с новым математическим объектом — бесконечно малыми величинами, — смысл которых пояснялся в довольно туманных выражениях, а процедуры работы с ними выглядели довольно противоречиво: в ходе расчёта с бесконечно малыми сначала обращались как с ненулевыми числами (например, делили друг на друга), в конце же их приравнивали к нулю. Новому разделу математики требовалось найти столь же строгое, как у Евклида, обоснование, но появилось оно только полтора столетия спустя, в XIX веке.
В 1784 году Берлинская академия наук объявила конкурс на лучшее объяснение того, «каким образом столь многие правильные теоремы были выведены из противоречивого предположения» о существовании бесконечно малых. Удовлетворительного ответа на этот вопрос получено не было. Вольтер, иронизируя над этой картиной ещё раньше, определил анализ как «искусство считать и точно измерять то, существование чего непостижимо для разума».
Непрерывность функции в этот период понималась чисто интуитивно, теория вещественных чисел отсутствовала. Нечёткость оснований анализа, как выяснилось в XIX веке, привела к многочисленным ошибкам — высказывались и даже доказывались ошибочные теоремы, в других случаях чересчур широко формулировались условия теорем. Например, Андре Мари Ампер и Жозеф Луи Франсуа Бертран доказывали, что любая непрерывная функция дифференцируема, сходимость используемых рядов не проверялась. Нильс Хенрик Абель даже в 1826 году жаловался в письме: «В высших разделах анализа имеется лишь несколько теорем, доказанных с более или менее приемлемой строгостью».

### XIX век
К началу XIX века относительно строгое логическое обоснование имела только евклидова геометрия, хотя строгость её уже тогда считалась недостаточной. С появлением неевклидовой геометрии, однако, пошатнулась и вера в общую для всей математики систему исходных понятий и посылок. Как отметили Эдвард Каснер и Джеймс Ньюмен, «неевклидова ересь» заставила заняться математическим самоанализом, то есть анализом того, как соотносятся разные части математики между собой и с математикой в целом.

#### Аксиоматизация математики
В первой половине XIX века Огюстен Луи Коши наконец дал ясное обоснование анализа на основе понятия предела; при этом бесконечно малые из особого вида чисел превратились в переменные, стремящиеся к нулю. Подход Коши, правда, был ещё не вполне строгим, поскольку не включал теорию вещественных чисел. Возможно, поэтому и сам Коши не избежал ошибок — например, он был уверен, что поточечная сумма ряда непрерывных функций непрерывна и что интегрировать такие ряды всегда можно почленно. Завершил основания анализа полвека спустя Карл Вейерштрасс. В 1837 году Уильям Роуэн Гамильтон полностью легализовал отрицательные и комплексные числа, описав их строгие модели с помощью пар чисел. Сильное влияние на философию математики оказало также открытие и обоснование неевклидовой геометрии как полноценной альтернативы евклидовой.
Во второй половине XIX века произошли два важных события — создание теории множеств и математической логики. В 1879 году Фреге опубликовал систему аксиом математической логики, в 1880-е годы Пеано предложил строгую систему аксиом для натуральных чисел, а Дедекинд — для вещественных. В 1899 году вышла в свет классическая монография Гильберта «Основания геометрии», в которой все недостатки евклидовой аксиоматики были устранены. В итоге к концу XIX века почти вся математика была построена на базе строгой аксиоматики (аксиоматика теории вероятностей появилась только в 1929 году).

#### Теория множеств и кризис оснований

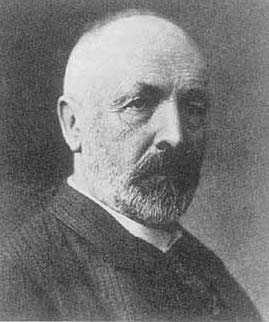
Георг Кантор

В 1873 году Георг Кантор ввёл понятие произвольного (конечного или бесконечного) числового множества, а затем и общее понятие множества — предельно абстрактного понятия в математике. С помощью взаимно-однозначных отображений он ввёл понятие равномощности множеств, потом определил сравнение мощностей на больше-меньше и, наконец, классифицировал множества по величине их мощности: конечные, счётные, континуальные и т. д.
На первых порах теория множеств встретила у многих математиков доброжелательный приём. Она помогла обобщить жордановскую теорию меры, успешно использовалась в теории интеграла Лебега и рассматривалась как будущая основа всей математики. Однако последующие события показали, что привычная логика не годится при исследовании бесконечных объектов, а интуиция не всегда помогает сделать правильный выбор. Первое противоречие обнаружилось при рассмотрении самого большого множества — множества всех множеств (1895). Его пришлось исключить из математики как недопустимое. Однако появились и другие противоречия (антиномии).
Анри Пуанкаре, который вначале принял теорию множеств и даже использовал в своих исследованиях, позже решительно отверг её и назвал «тяжёлой болезнью математики». Другая группа математиков, включая Рассела и Гильберта, выступила, с некоторыми оговорками, в защиту «канторизма». Во избежание парадоксов Рассел (1905), Пуанкаре (1906), а вслед за ними Герман Вейль (1918), потребовали, чтобы все определения и аксиомы математики были предикативными, то есть определяемый математический объект X не должен задаваться или описываться через класс объектов, содержащий X, потому что тогда получается порочный круг и возможны противоречия. Анализ этого требования показал, однако, что оно, с одной стороны, недостаточно, так как не предотвращает полностью появления парадоксов, а с другой стороны, делает незаконными некоторые классические определения, например точной верхней и нижней границы множества.
Красок в картину добавило открытие «аксиомы выбора» (1904, Цермело), которая, как оказалось, неосознанно применялась во многих математических доказательствах (например, в теории вещественных чисел). Она расширяет возможности построения множеств настолько, что некоторые её следствия начинают противоречить интуиции (парадокс Банаха — Тарского и др.). Это обстоятельство заставило некоторых математиков (в частности, Эмиля Бореля и Феликса Бернштейна) поставить под сомнение законность её применения.
Споры о существовании множеств, строимых с помощью аксиомы выбора, поставили перед математиками другой фундаментальный вопрос: что вообще означает в математике понятие «существования»?

### XX век
В XX веке удалось построить аксиоматические теории множеств, свободные от обнаруженных ранее противоречий, и по этой причине большинство математиков в итоге приняли теорию множеств. Обсуждение деталей и альтернатив продолжалось, однако, вплоть до 1950-х годов, и в какой-то мере сохраняет актуальность и поныне. Изначально в этих обсуждениях выделились три главных подхода, получившие название логицизм, интуиционизм и формализм.

##### Логицизм

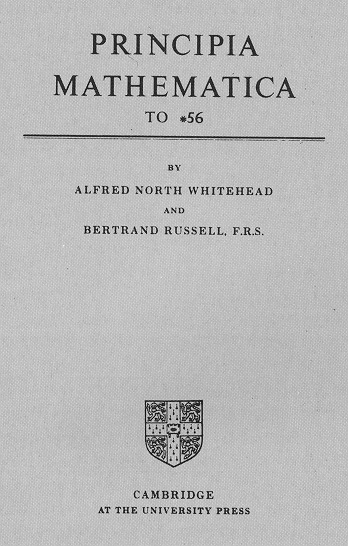
Principia Mathematica

Идеи логицизма Бертран Рассел изложил в своей совместной с Альфредом Уайтхедом трёхтомной монографии «Principia Mathematica» (1910—1913), которая внесла заметный вклад в развитие математической логики. Логицизм утверждает, что математика и логика — единое целое, то есть понятий и законов логики достаточно не только для вывода теорем, но и для определения математических объектов. Первым сходные взгляды высказал Готлоб Фреге (1884). В книге Рассела и Уайтхеда авторы дают аксиомы логики, первичными (неопределяемыми) понятиями служат высказывания, истинность, логические операции, пропозициональные функции.
Авторы последовательно выводят из аксиом основное содержание математической логики, затем переходят к классам (множествам). Задав некоторое свойство с помощью пропозициональной функции, можно определить конкретное множество (носителей этого свойства). В отношении множеств аксиоматика Рассела и Уайтхеда включает в себя аксиому выбора и аксиому бесконечности (последняя обеспечивает существование бесконечных множеств). Во избежание парадоксов авторы сразу запрещают множества, содержащие самих себя, с помощью специально построенной ими «теории типов». Множества и высказывания строго разделяются по уровню их типов, произвольное смешение типов невозможно. Такая организация исключает все известные парадоксы, однако значительно усложняет формулировки, поскольку, например, натуральные и вещественные числа имеют разные типы. Для решения этой проблемы Рассел и Уайтхед ввели особую аксиому сводимости (иначе, аксиому редукции), позволяющую понижать тип функций одного или двух переменных и тем самым ставить объекты на сопоставимый уровень.
Определение чисел (конечных и трансфинитных) и доказательство их свойств авторы выполняют на теоретико-множественной основе: число есть класс множеств (точнее, класс классов) одинаковой мощности. После чего уже не представляет труда вывод теорем арифметики, элементарной геометрии, анализа и других разделов математики.
Среди более поздних сторонников логицизма можно назвать Уилларда Куайна и Алонзо Чёрча. В 1983 году британский логик Криспин Райт предложил новый вариант логистических оснований математики с упрощённой аксиоматикой и свободный от парадоксов. Версия Райта основана на исправлении ранней ошибочной аксиоматики Фреге. С помощью логики второго порядка и принципа Юма (непротиворечивость которого была вскоре доказана) Райт вывел всю арифметику из логической аксиоматики. Этот подход получил название нео-логицизма.

##### Интуиционизм
Идейным антиподом логицизма был интуиционизм, сторонники которого ставили интуицию как источник истины выше логики. Среди предшественников интуиционизма — Леопольд Кронекер и Анри Пуанкаре, а развёрнутое изложение этой философии математики дал в 1910-е годы Лёйтзен Эгберт Ян Брауэр. Идеи Брауэра активно защищали Герман Вейль и Аренд Гейтинг.
По мнению Брауэра и других интуиционистов, математика есть полностью создание человеческой мысли и не зависит от внешнего мира. Практика человеческой деятельности полезна для развития новых математических идей, но в принципе не является необходимой для их возникновения.
Базовыми истинами интуиционистской математики являются интуитивно очевидные человеческие представления, главные из которых — понятия натурального числа и математической индукции. Математическое мышление во всех своих проявлениях также глубоко интуитивно, и логика для него не более чем проверочный инструмент; логика основана на математике, а не математика на логике (впрочем, некоторые логические принципы входят как составная часть в математическую интуицию). Аксиоматизация и доказательства непротиворечивости — напрасный труд, интуиция не содержит противоречий. Геометрию Брауэр отнёс к физике твёрдых тел и устранил её из оснований математики; неевклидовы геометрии, по мнению Брауэра, доказывают зыбкость и неоднозначность пространственной интуиции.
Брауэр потребовал устранить из логики и математики все интуитивно сомнительные аспекты, произвёл соответствующую переоценку оснований и существенно ограничил математику и логику в нескольких направлениях. Он заявил, что человеческая интуиция всегда имеет дело с конечными множествами, поэтому актуально бесконечных множеств не существует, и они должны быть исключены из математики. Следует запретить «теоремы существования», если в них не содержится конструктивный алгоритм построения, запретить применение «закона исключённого третьего» (в доказательствах «от противного») и т. п. Значительная часть математических достижений прошлых веков при такой ревизии оказывается неверной или не доказанной; были сделаны попытки перестроить хотя бы элементарную математику на интуиционистских принципах, но доказательства оказались «невыносимо громоздкими». Столь чувствительные ограничения не устраивали большинство математиков. Вскоре интуиционисты раскололись на несколько школ, предъявлявших различные по радикальности требования к ревизии математики.
Критики указывали на тот факт, что интуиция у разных людей разная, а человеческий разум способен заблуждаться, и поэтому не может быть интуитивных истин, общих для всех людей.
Гильберт иронически оценил перестроенную интуиционистами математику как «жалкие остатки, немногочисленные, неполные, не связанные друг с другом единичные результаты»; по его мнению, интуиционизм пытается изуродовать и разрушить математику. Бурбаки расценили интуиционистскую философию как исторический курьёз. В СССР популяризировалась близкая по духу школа «конструктивной математики», возглавлявшаяся А. А. Марковым.

##### Формализм

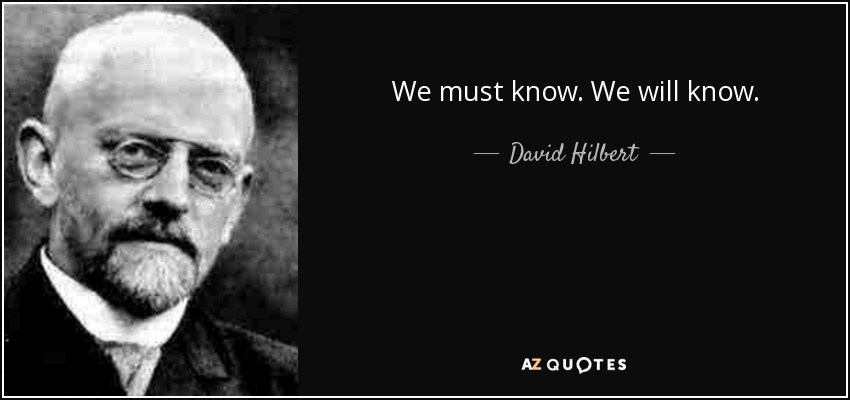
Гильберт и его девиз: «Мы должны знать. Мы будем знать».

Наиболее активные работы по основаниям математики вела в первой половине XX века школа Гильберта, идеи которой получили название «формализм». Воодушевлённый успехом своих «Оснований геометрии», Гильберт объявил цель построить всю математику (а в перспективе — и физику) на единой логической основе. Он считал, что для дисциплин, лежащих в фундаменте математики, таких, как теория множеств и арифметика, можно найти систему аксиом, из которых чисто синтаксическими преобразованиями можно будет вывести любую теорему данной теории (а в перспективе — все вообще установленные в математике результаты). Более того, он верил, что для этих дисциплин можно будет доказать их непротиворечивость и полноту (первое позволило бы избавиться от обнаруженных в математике противоречий и гарантировать, что в будущем никаких новых противоречий уже не появится).
Эта программа довольно быстро привела к определённым успехам: Гильберт и его ученики определили систему формальной записи математических утверждений и правила вывода на этом языке одних утверждений из других (таких систем было разработано несколько, одной из самых наглядных считается исчисление секвенций Г. Генцена), с таким расчётом, чтобы на этот язык можно было перевести все известные математические результаты; это давало возможность выводить их потом из подходящих аксиом теории, лежащей в основаниях математики (такой, как теория множеств). Одновременно таким формальным уточнением математических понятий и приёмов удалось избавиться от всех накопленных к тому времени противоречий в математике.
Однако появившиеся в 1931 году теоремы Гёделя о неполноте неожиданно показали, что, понимаемая буквально, программа Гильберта неосуществима: во-первых, обнаружилось, что полнота любой достаточно широкой формальной теории (точнее, любой теории, включающей арифметику натуральных чисел) несовместима с её непротиворечивостью, а, во-вторых, доказать непротиворечивость какой-либо теории, содержащей арифметику, невозможно, и можно говорить только об относительной непротиворечивости таких теорий.
Как иллюстрация, Генцен в 1936 году доказал непротиворечивость арифметики Пеано в рамках построенной им теории, допускающей некий усечённый вариант трансфинитной индукции — однако этот результат справедлив только в предположении, что теория Генцена сама непротиворечива (что остаётся недоказанным и более того, не может быть доказано по теореме Гёделя). Другая иллюстрация: после смерти Гильберта для аксиоматики Пеано были найдены конкретные примеры утверждений, недоказуемых в теории Пеано, но доказуемых в стандартных теориях множеств, содержащих арифметику Пеано — теорема Гудстейна, теорема Пэриса-Харрингтона и другие, — и эти наблюдения доказывают неполноту системы аксиом Пеано независимо от теорем Гёделя.
Нельзя сказать, что сам подход Гильберта встретил однозначную поддержку среди математиков. Его тезис, что к любому непротиворечивому математическому объекту следует относиться как к существующему, был неприемлем для интуиционистов. Некоторые математики считали, что замена истинности на выводимость, формально-синтаксическая «игра с формулами» лишают математические истины смысла, делают математику бессодержательной и не могут отразить связи математики с реальным миром.
Тем не менее именно исследования Гильберта и его школы оставили наиболее глубокий след в области оснований математики и по существу сформировали современное лицо этой науки. После результатов Гёделя сторонникам формализма пришлось внести определённые коррективы в поставленные Гильбертом цели (а именно, отказаться от надежд доказать непротиворечивость и полноту теории множеств, как их понимал Гильберт), однако созданное Гильбертом и его учениками исчисление предикатов в математической логике послужило фундаментом для постройки современных аксиоматических теорий множеств, на которых, в свою очередь, строится вся нынешняя математика.

## Современное состояние
Анализ проблем наивной теории множеств показал, что язык математики, в частности, используемое в нём в качестве основной конструкции понятие множества, требует точного, формализованного описания во избежание появления недоразумений и парадоксов. Это привело в первой половине XX века к выработке на основе созданного Гильбертом и его учениками логического исчисления предикатов понятия теории первого порядка, выражающего современное представление математиков об аксиоматических теориях и правилах вывода в них. С тех пор было построено значительное число неэквивалентных теорий первого порядка, претендующих на описание основных понятий математики, причём не только на языке теории множеств, но также на языке теории категорий. Фундаментальными результатами в этой области являются
- теоремы Гёделя о неполноте (то есть о невозможности доказать непротиворечивость или полноту) любой (рекурсивно аксиоматизированной) теории, интерпретирующей арифметику Пеано PA[87], и
- теорема Гёделя о полноте, устанавливающая связь между выводимостью и логической истинностью формулы[88].

Среди современных аксиоматических теорий множеств, помимо уже упоминавшихся ZF, NBG и MK, логиками рассматриваются в качестве альтернатив теория Тарского–Гротендика (TG), «Новые основания» У.Куайна (NF), позитивная теория множеств О. Эссера ({\displaystyle {\text{GPK}}_{\infty }^{+}}), конструктивные теории множеств, теории множеств для нестандартного анализа, «карманные теории множеств» и другие.
В 1960-х годах У.Ловером была предложена теория первого порядка, описывающая понятие категории автономно, без традиционной привязки к теории множеств. Неформально под категорией в математике понимается совокупность объектов с системой преобразований (морфизмов) одного объекта в другой. На языке теории множеств понятие объекта интерпретируется как множество с дополнительной структурой, а морфизма — как отношение (обычно отображение), сохраняющее такую структуру. Примерами категорий являются
- множества с отображениями,
- группы с гомоморфизмами,
- топологические пространства с непрерывными отображениями,
- решётки с монотонными отображениями,

и т. д. Теория Ловера позволяет интерпретировать аксиоматические теории множеств как частные случаи категорий, поэтому построенный им формальный язык может претендовать на право считаться альтернативным языком математики. В настоящее время эта область математики активно развивается.
В связи с развитием компьютеров около 1970 года в разных местах независимо стали появляться идеи о том, что математические доказательства могут автоматически проверяться при помощи компьютеров.
Стало разрабатываться большое количество систем проверки доказательств. Это возродило интерес к вопросу об основаниях математики: если раньше логиков интересовал вопрос об избавлении от парадоксов, то теперь основным вопросом стала разработка удобного языка и логической системы, которые подходили бы для написания теорем и доказательств и их дальнейшей проверки на компьютере. Практическая потребность в этом возникла в связи с необходимостью формальной верификации корректности компьютерных алгоритмов и языков программирования.
Кроме того, появились две новые проблемы обоснования математических результатов, которые, по мнению Брайана Дэйвиса, заслуживают названия очередного кризиса: некоторые доказательства теорем насчитывают сотни страниц сложного текста и чрезвычайно трудно проверяемы, а часть результатов (например, решение проблемы четырёх красок или гипотезы Кеплера) получена компьютерным расчётом, и их достоверность зависит от правильности расчётной программы. Дэйвис предсказал: «К 2075 году многие области чистой математики будут построены на использовании теорем, доказательства которых не сможет полностью понять ни один из живущих на Земле математиков — ни в одиночку, ни коллективными усилиями», и главным критерием корректности новых результатов станет консенсус математического сообщества.
Наиболее эффективной основой для большинства компьютерных систем проверки доказательства стали варианты λ-исчисления с зависимыми типами, эксплуатирующие соответствие Карри — Ховарда, согласно которому конструктивное математическое доказательство состоит в установлении обитаемости некоторого типа.
Первой из таких систем стал созданный в 1967 году Николасом де Брёйном язык Automath, а широкие выразительные возможности подобного рода систем обеспечены благодаря построению Пером Мартин-Лёфом интуиционистской теории типов.
Значительный импульс эти идеи получили в программе создания унивалентных оснований математики, запущенной в конце первого десятилетия XXI века по инициативе В. А. Воеводского. В итоге был получен формальный математический язык, в котором любое правильно построенное утверждение является инвариантным относительно изоморфизма — цель, к которой стремился ещё Михай Маккаи. В качестве основы программы избрана гомотопическая теория типов — вариант интуиционистской теории типов, снабжённый понятиями из теории категорий, алгебраической топологии, гомологической алгебры. Если в классическом подходе к основаниям, идущем от Гильберта и Тарского, логика эпистемологически первична — вначале определяется логическая система, а потом её средствами осуществляется формализация тех или иных разделов математики, то в случае унивалентных оснований логика и математика находятся на одном уровне: одни и те же конструкции могут иметь как логическую, так и, например, геометрическую интерпретацию.
Воеводскому удалось решить ряд внутренних противоречий таких систем и применить их к абстрактным разделам математики.